# Littoraria articulata
Littoraria articulata là một loài ốc biển, là động vật thân mềm chân bụng sống ở biển trong họ Littorinidae.